# ذهب موسكو

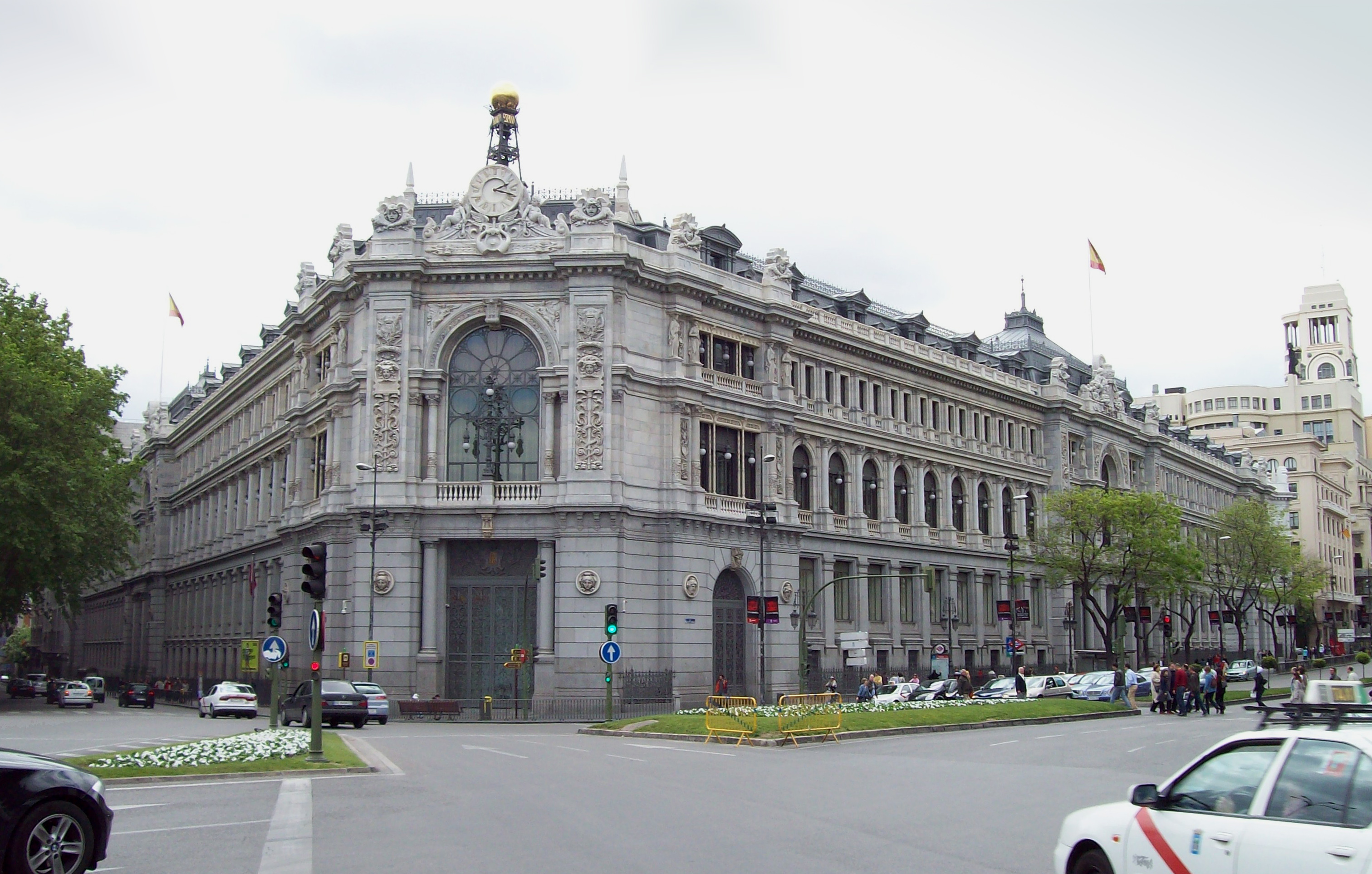
المقر الرئيسي لبنك إسبانيا في شارع الكالا بمدريد. تم إرسال احتياطيات الذهب التي تم الاحتفاظ بها في المبنى حتى سنة 1936 إلى الاتحاد السوفيتي خلال الحرب الأهلية الإسبانية.

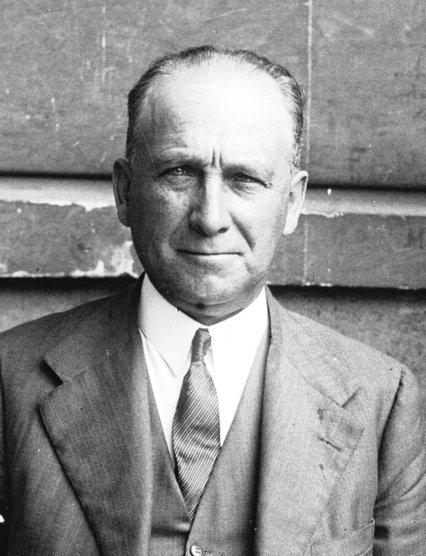
فرانسيسكو لارجو كاباليرو رئيس وزراء جمهورية إسبانيا الذي أمر بإخراج الذهب إلى موسكو

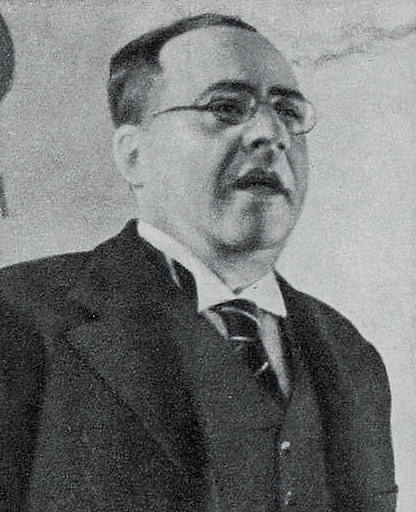
خوان نيغرين وزير مالية الجمهورية الإسبانية.

ذهب موسكو (بالإسبانية: Oro de Moscú) أو ذهب الجمهورية (الإسبانية) (بالإسبانية: Oro de la República) وهو مصطلح يشير إلى عملية نقل 510 طن من الذهب، أي ما يعادل 72.6٪ من احتياطي الذهب لبنك إسبانيا من مكان إيداعه في مدريد إلى الاتحاد السوفيتي بعد أشهر من بدء الحرب الأهلية الإسبانية، بأمر من حكومة الجمهورية الثانية برئاسة فرانسيسكو لارجو كاباليرو (PSOE)، وبمبادرة من وزير المالية خوان نيغرين، وكذلك الخطوات اللاحقة المتعلقة ببيعها لاتحاد الجمهوريات الاشتراكية السوفياتية واستخدام الأموال التي تم الحصول عليها. تم تحويل الربع المتبقي من احتياطي البنك أي 193 طنًا إلى فرنسا وبيع أيضًا معظمها، وهي عملية تُعرف على سبيل المقارنة باسم ذهب باريس.
تقدر تلك السبائك المعدنية المنقولة إلى الاتحاد السوفيتي بالقيمة الإجمالية الحالية بـ 12.2 مليار يورو (بأحوال 2010) بسبب محتواها المعدني، وقيمة نقدية قد تتجاوز 20 مليار يورو.
كانت عبارة ذهب موسكو قد استخدمتها الصحافة الدولية في ثلاثينيات القرن الماضي، وانتشرت خلال الحرب الأهلية الإسبانية والسنوات الأولى من نظام فرانكو في إشارة إلى الحلقة التاريخية الإسبانية. وتم استخدامه دوليًا خلال الحرب الباردة من قبل الدعاية والدعاية المناهضة للسوفيات ضد الأحزاب والنقابات الشيوعية الغربية لحرمان مصادر التمويل لأنشطة الأخيرة، معتبرين أن الأموال جاءت في الغالب من الاتحاد السوفيتي، حتى أصبح شائعًا عبارة «دفعته موسكو».
كانت تلك الحلقة التاريخية الإسبانية منذ السبعينيات، موضوعًا للعديد من الأعمال والمقالات المستندة إلى الوثائق الرسمية والخاصة، ولكنها كانت أيضًا موضوعًا للنقاش التأريخي والخلافات القوية، خاصة في إسبانيا نفسها. تركز الخلافات على التفسير السياسي لدوافعه وبيعه للاتحاد السوفيتي، واستخدام العملة الأجنبية التي تم الحصول عليها معه ووجهتها وعواقبها على تطور الصراع، وكذلك تأثيره اللاحق على الجمهورية في المنفى. وفي العلاقات الدبلوماسية بين حكومة فرانكو والاتحاد السوفياتي.
اعتبر المؤرخون مثل أنخل فيناس أو إنريكي موراديوس أن إرسال الذهب إلى الاتحاد السوفيتي كان الخيار الوحيد القابل للتطبيق في مواجهة تقدم المتمردين وعدم تدخل الديمقراطيات الغربية، مما سمح ببقاء الجمهورية. ومع ذلك اعتبر زعيم الكونفدرالية فرانسيسكو أولايا موراليس أن ذلك كان من أهم العوامل في هزيمة الجمهوريين، وألقى باللوم فيه مباشرة على خوان نيغرين. من جانبه ذكر البريطاني جيرالد هوسون أن وثائق الأرشيف العسكري الروسي التي درسها تكشف أنه «من خلال تغيير سعر صرف الروبل مقابل الدولار خلسة لكل عنصر يشحنونه، من قاذفة إلى المحامل وشمعات الإشعال، خدع السوفييت الجمهورية الإسبانية بملايين الدولارات (وربما وصل إلى 51 مليون دولار فقط في مبيعات الأسلحة)».

## البداية

### السياق التاريخي

المناطق التي سيطر عليها الجمهوريون (الأحمر) والقوميون (الأزرق) في سبتمبر 1936 بعد الانقلاب الفاشل. تمثل المناطق الخضراء المكاسب الإقليمية القومية مع اندلاع الحرب الأهلية.

بدأت الحرب الأهلية الإسبانية في 19 يوليو 1936، بعد انقلاب نصف فاشل ضد حكومة الجمهورية الإسبانية الثانية من قبل فصائل معينة من الجيش الإسباني ترك ما يقرب من ثلث البلاد تحت سيطرة القوات المتمردة. بدأ المتمردون (المعروفون أيضًا باسم القوميين) بقيادة المجلس العسكري (الجنرالات إميليو مولا وخوسي سانخورخو وفرانسيسكو فرانكو) مفاوضات مع إيطاليا وألمانيا من أجل السعي للحصول على دعم مادي للجهود الحربية. كما أجرت الجمهورية مفاوضات مماثلة لنفس الغرض مع فرنسا. أدت هذه المبادرات إلى التدويل التدريجي للصراع، حيث أصبح واضحًا نقص المعدات العسكرية اللازمة لكلا الجانبين لمواصلة المجهود الحربي.
كان المناخ السياسي في فرنسا غير واضح في بداية الحرب الأهلية الإسبانية، مع وجود حكومة تهيمن عليها الجبهة الشعبية التي ضمت في أغلبيتها الحزب الراديكالي الوسطي. على الرغم من موافقة رئيس الوزراء الفرنسي ليون بلوم للتدخل العسكري لصالح الجمهورية ويدعمه الحزب الشيوعي الفرنسي، إلا أن الحزب الراديكالي عارض ذلك، وهدد بإلغاء دعمهم لحكومة بلوم. كما أيدت المملكة المتحدة مثل هذا الرأي، محذرة من خطر عرقلة سياسة استرضاء السياسي للمحافظ ستانلي بالدوين. وهكذا وافقت الحكومة الفرنسية في 25 يوليو 1936 على حظر إرسال أي إمدادات من فرنسا إلى أي من الطرفين المتحاربين. وفي نفس اليوم الذي تم فيه تأكيد سياسة عدم تدخل الديمقراطيات الغربية، أعطى أدولف هتلر موافقته على إرسال أول شحنة من الطائرات والطاقم والفنيين إلى الجانب القومي في المغرب. بعد فترة وجيزة وافق بينيتو موسوليني على شحن حمولة طائرات الشحن وغيرها من الإمدادات التي تم استخدامها لاحقًا لنقل القوات القومية المتمركزة في إفريقيا إلى مدينة إشبيلية التي سيطر عليها القوميون في 29 يوليو.
في 1 أغسطس 1936 قدمت الحكومة الفرنسية اقتراحًا إلى المجتمع الدولي لاعتماد «اتفاقية عدم التدخل في إسبانيا». أعلنت الحكومة البريطانية دعمها للاقتراح في 7 أغسطس. كما وافق الاتحاد السوفيتي والبرتغال وإيطاليا وألمانيا في البداية على الاتفاقية، وشاركوا في لجنة عدم التدخل التي تأسست في 9 سبتمبر. ومع ذلك حافظت الدول الثلاث الأخيرة على دعمها المادي واللوجستي للجانب القومي. تمكنت الحكومة الجمهورية أيضًا من الحصول على الإمدادات من المكسيك والسوق السوداء.
خلال شهري أغسطس وسبتمبر 1936 حققت القوات القومية انتصارات عسكرية مهمة، فعززت الحدود البرتغالية بعد معركة باداخوز في 14 أغسطس وأغلقت الحدود الباسكية الفرنسية بعد السيطرة على إرون في 14 سبتمبر. تزامن هذا التقدم مع التحول التدريجي في السياسة السوفيتية تجاه التدخل النشط. حيث تحرك لإقامة علاقات دبلوماسية مع الجمهورية الإسبانية، وعين أول سفير له لدى إسبانيا مارسيل روزنبرغ (ممثل الاتحاد السوفيتي السابق في عصبة الأمم) في 21 أغسطس.
ومع نهاية سبتمبر 1936 تلقت الأحزاب الشيوعية من مختلف البلدان تعليمات من الكومنترن ومن موسكو لتجنيد وتنظيم الألوية الدولية التي ستدخل في القتال الفعلي خلال شهر نوفمبر. في غضون ذلك سمح الإغلاق الناجح لحصار الكازار في 27 سبتمبر لصالح الجانب القومي لقوات الجنرال خوسيه إنريكي فاريلا بتركيز جهودها على حصار مدريد.
طوال شهر أكتوبر 1936 شحن الاتحاد السوفيتي مساعدات مادية للحكومة الجمهورية الجديدة للجبهة الشعبية بقيادة رئيس الوزراء فرانسيسكو لارجو كاباليرو والتي ضمت وزيرين شيوعيين. ودافع السفير السوفيتي في المملكة المتحدة إيفان مايسكي عن تلك الإجراءات أمام لجنة عدم التدخل في 23 أكتوبر، من خلال شجب المساعدة التي أرسلتها سابقًا إيطاليا وألمانيا إلى القوات القومية، والتي شكلت أيضًا انتهاكًا لاتفاقية عدم التدخل.

### حالة احتياطي الذهب والبنك
في مايو 1936 قبل اندلاع الحرب الأهلية، تم تسجيل احتياطي الذهب الأسباني على أنه رابع أكبر احتياطي في العالم. فتراكمها في المقام الأول كان في الحرب العالمية الأولى، حيث كانت إسبانيا على الحياد. ومن المعروف بفضل السجلات والتوثيق التاريخي لبنك إسبانيا أن معظم الاحتياطيات المعنية هي موجودة في مقر بنك إسبانيا المركزي في مدريد منذ 1931، أما الباقي فكانت موجودة في الأفرع الإقليمية المختلفة لبنك إسبانيا، وهناك ودائع ثانوية أخرى في باريس. تتكون الاحتياطيات في الغالب من العملات المعدنية الإسبانية والأجنبية؛ وكانت أجزاء الذهب القديم أقل من 0.01٪ من الاحتياطيات. وكذلك كانت كمية سبائك الذهب قليلة، حيث تضمنت الاحتياطيات 64 سبيكة فقط.
وقيمة الاحتياطيات كانت معروفة في ذلك الوقت من خلال المنشورات الرسمية المختلفة. ذكرت صحيفة نيويورك تايمز في 7 أغسطس 1936 أن احتياطي الذهب الأسباني في مدريد بلغ 718 مليون دولار أمريكي في ذلك الوقت. تتوافق تلك الأرقام مع 635 طنًا من الذهب الخالص أو 20.42 مليون أونصة تروي. وبحسب إحصائيات بنك إسبانيا المنشورة في الجريدة الرسمية الإسبانية الحكومية في 1 يوليو، فإن احتياطي الذهب الموجود في 30 يونيو 1936 قبل ثلاثة أسابيع من بدء الصراع بلغ 5240 مليون بيزيتا. حسبت فينياس أن 718 مليون دولار أمريكي في 1936 تكافئ بعد تعديلها مؤشرات التضخم لـ 9,725 مليون دولار أمريكي في 2005. وبالمقارنة فإن احتياطيات الذهب الإسبانية المتاحة في سبتمبر من نفس العام كانت بقيمة 7,509 مليون دولار أمريكي.
تأسس بنك إسبانيا سنة 1782 ليكون شركة مساهمة (مثل نظرائه الفرنسي والإنجليزي) برأس مال قدره 177 مليون بيزيتا إسباني، وزعت على 354,000 سهم اسمي بقيمة 500 بيزيتا لكل سهم. على الرغم كونه بنكًا غير مملوك للدولة،  إلا أن المؤسسة خاضعة لسيطرة كل من الحكومة التي كانت لها سلطة تعيين محافظ البنك، ووزارة المالية التي تعين أعضاء مختلفين في المجلس العام للبنك.
صدر قانون المرسوم المصرفي (بالإسبانية: Ley de Ordenación Bancaria) في 29 ديسمبر 1921 ويُطلق عليه قانون كامبو نسبة لوزير المالية فرانسيسك كامبو الذي حاول لأول مرة تنظيم العلاقات داخل بنك إسبانيا ليكون بنك مركزي وبنك خاص. كما نظم القانون الشروط التي يمكن بموجبها تعبئة احتياطيات الذهب من قبل البنك، الأمر الذي يتطلب موافقة مسبقة من مجلس الوزراء. نص قانون كامبو على أن الحكومة لديها القدرة على الاقتراب من الكيان وطلب بيع احتياطيات الذهب للبنك للتأثير حصريًا على سعر صرف البيزيتا الإسبانية وممارسة إجراء تدخلي في التبادل الدولي وفي انتظام النقدي، وفي تلك الحالة يشارك بنك إسبانيا في مثل هذا الإجراء بكمية من الذهب مساوية لتلك التي تمليها وزارة الخزانة.
شكك المؤرخون في شرعية حركة الذهب. في حين اعتبر آخرون مثل بيو موا أن تحويل الذهب من بنك إسبانيا ينتهك القانون بشكل واضح، بينما رأي أنخل فنياس أنه تم اتباع تطبيق قانون كامبو بصرامة، بناءً على شهادات وزير المالية خوان فينتوزا إي كالفيل -مابين 18 فبراير و15 أبريل 1931-، الذي حكم على تطبيق القانون الحالي بأنه قديم جدًا، واعتبره يحد من إمكانيات النمو الاقتصادي البلد. ووفقاً للإيناس تسبب الوضع الاستثنائي الذي أوجدته الحرب الأهلية في تغيير موقف الحكومة فيما يتعلق بقانون كامبو التي انتقلت إلى ممارسة التدابير اللازمة لتنفيذ التأميم السري الجزئي لبنك إسبانيا.
تم تعزيز نوايا الحكومة الجمهورية في تعيين أفراد موالين للجمهورية في إدارة البنك من خلال المرسوم الصادر في 4 أغسطس 1936، والذي أقال بيدرو بان غوميز من مكتب النائب الأول للحاكم لصالح خوليو كارابياس، الخطوة التي أعقبتها ب 10 أيام هو عزل مختلف أعضاء المجلس وكبار التنفيذيين من مناصبهم. وبعد نقل الذهب إلى الاتحاد السوفيتي في 21 نوفمبر صدر مرسوم بتعديل المجلس العام. خضع المجلس لتعديلات جديدة حتى 24 ديسمبر 1937 عندما تم استبدال تسعة أعضاء بالمجلس بممثلين مؤسسيين.

## ذهب باريس

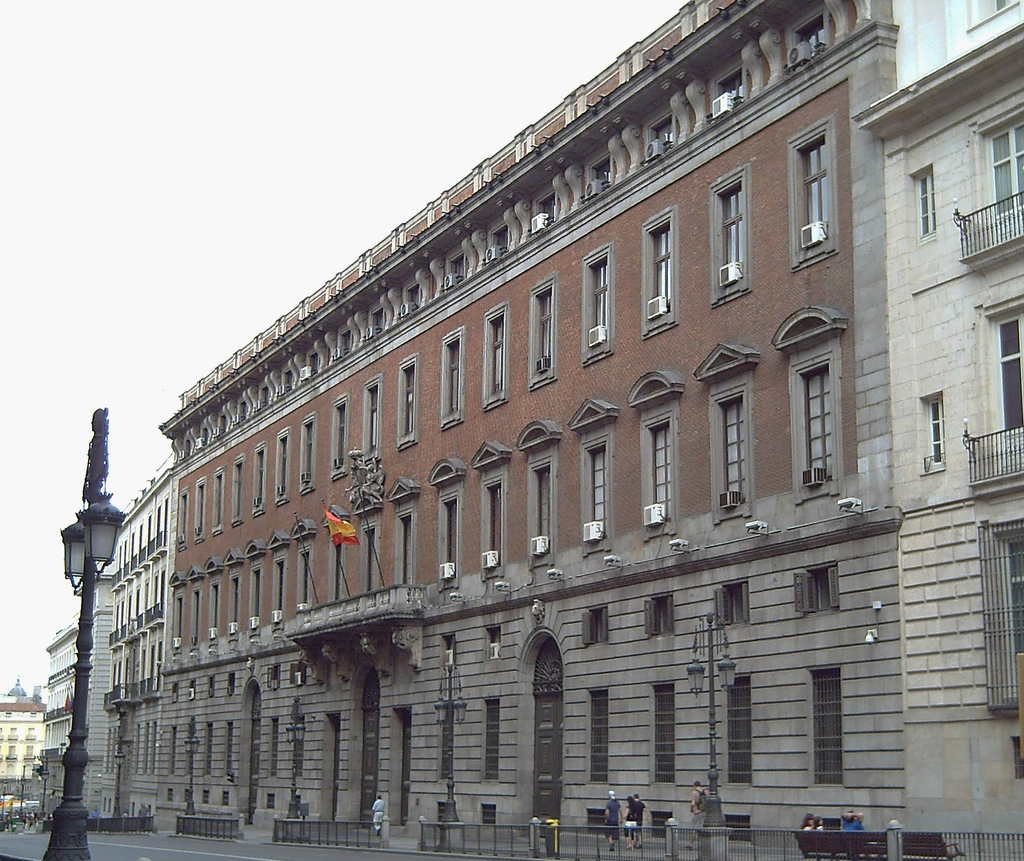
دار الجمارك الملكية (الإسبانية: Real Casa de la Aduana) مدريد، المقر الرئيسي لوزارة المالية.

مع بداية الحرب الأهلية، بدأ القوميون في تنظيم آلية حكومية خاصة بهم، معتبرين أن تلك المؤسسات التي ظلت تحت سيطرة الحكومة الجمهورية في مدريد غير شرعية وغير قانونية. وبذا فقد تم تشكيل بنك مركزي مواز مقره في بورغوس. ادعى كل من البنكين الجمهوري والقومي أنهما بنك إسبانيا الشرعي، على الصعيدين المحلي والدولي. كان المقر المركزي لبنك إسبانيا في مدريد، وبالتالي احتياطياته من الذهب وكذلك أهم الأفرع الإقليمية تحت سيطرة الحكومة الجمهورية، بينما سيطر القوميون على لأفرع الإقليمية داخل أراضيهم مثل برغش.
وفي 26 يوليو أعلنت حكومة رئيس الوزراء خوسيه جيرال المشكلة حديثًا عن إرسال جزء من احتياطيات الذهب إلى فرنسا. فردت السلطات القومية -التي أبلغتها اتصالاتها في فرنسا وفي الأراضي الجمهورية عن نوايا حكومة الجمهورية- أن مثل هذا الاستخدام للذهب هو مخالف لقانون كامبو المذكور أعلاه، وبالتالي اعتبرت تلك الإجراءات غير قانونية. أصدرت السلطات القومية مرسومًا في 25 أغسطس يعلن أن العمليات الائتمانية للحكومة الجمهورية باطلة وملغية.
وافق فينسنت أوريول وزير المالية الفرنسي وإميل لابيري محافظ بنك فرنسا على السماح لتلك العمليات، بسبب قناعاتهما المناهضة للفاشية ولتعزيز احتياطيات فرنسا من الذهب وتعزيز استقرار الفرنك الفرنسي. لم يعرقل إنشاء لجنة عدم التدخل إرسال الذهب إلى فرنسا، وواصلت حكومة رئيس الوزراء لارجو كابييرو التي تشكلت في سبتمبر من نفس العام سياسة الحكومة السابقة. تجاهلت الحكومتان الفرنسية والبريطانية شكاوى السلطات القومية بشأن الاستخدام غير قانوني مزعوم للذهب.
وفي مارس 1937 تم إرسال 174 طناً من الذهب الخالص (193 طناً من الذهب الخام) إلى بنك فرنسا، وهو مبلغ يعادل 27.4٪ من إجمالي الاحتياطيات الإسبانية. في المقابل تلقت وزارة المالية الجمهورية 3922 مليون فرنك (حوالي 196 مليون دولار أمريكي) والتي تم استخدامها لشراء مواد ومؤن عسكرية. ومن المعروف أنه تم تهريب المزيد من الذهب والفضة والمجوهرات إلى الأراضي الفرنسية. وقد بررت الحكومة الجمهورية هذه المعاملات في 30 أغسطس في ضوء خطورة الموقف بعد التمرد العسكري، من أجل «القدرة على الرد بالقدر والشدة اللازمين لسحق التمرد البغيض».
خلال العام الأخير من الحرب الأهلية تم الاحتفاظ قضائيًا بـ 40.2 طن من الذهب المودعة في مون دو مارسان، وتم تسليمها إلى الحكومة الفرنسية في نهاية الحرب. أصبحت هذه المطالبة الوحيدة الناجحة على احتياطيات الذهب لبنك إسبانيا.

## من مدريد إلى موسكو

### أمر التحويل ودوافعه
في 13 سبتمبر 1936 جرى التوقيع على مرسوم سري من وزارة المالية يسمح بنقل احتياطيات الذهب لبنك إسبانيا، بمبادرة من وزير المالية في ذلك الوقت خوان نيغرين. كما دعا المرسوم الحكومة إلى الرد على تلك التصرفات أمام كورتيس خينيراليس (البرلمان)، وهو بند لم يتم الوفاء به أبدًا.
ووقع رئيس الجمهورية مانويل أثانيا على المرسوم، الذي أكد بأنه لم يكن يعلم عن الوجهة النهائية للاحتياطيات. ووفقًا للارجو كابييرو فقد جرى إبلاغ أثانيا بهذا القرار لاحقا، بسبب حساسيته وتحفظه تجاه العملية:
هل كان هذا القرار بحاجة إلى أن يعرفه عدد كبير من الناس؟ بالطبع لا. سيكون الطيش هو حجر لفضيحة دولية [...] وقد تقرر أن لا ينبغي أن يعرف رئيس الجمهورية عن ذلك، وكان في ذلك الوقت بحالة نفسية يرثى لها حقًا. فالقرار لم يعلم به إلا رئيس مجلس الوزراء (لارجو كابييرو نفسه) ووزير المالية (نيغرين) ووزير البحرية والقوات الجوية (إنداليسيو برييتو). لكن الأولين هما اللذان تفاوضا مع الحكومة الروسية.
 - فرانثيسكو لارجو كابييرو
أشار بعض المؤلفين مثل فيناس إلى أن قرار نقل احتياطيات الذهب خارج مدريد كان بسبب التقدم السريع لجيش إفريقيا (بقيادة القومي الجنرال فرانسيسكو فرانكو) والذي منذ دخوله البر الرئيسي لإسبانيا، سار بدون توقف متوجهًا نحو العاصمة. والوقت الذي تم اتخاذ القرار كان الجيش الأفريقي متمركزًا على بعد 116 كيلومترًا فقط من مدريد، ولم تتمكن المحاولات لوقف تقدمه ناجحة في ذلك الوقت. ومع ذلك لم تصل القوات القومية إلى مدريد إلا بعد شهرين؛ ليس بسبب مقاومة الجمهوريين، ولكن بسبب تغيير فرانسيسكو فرانكو مساره لمساعدة المتعاطفين مع القوميين في حصار طليطلة في عملية مرموقة عززت موقع فرانكو السياسي وسمحت له بتعيينه رئيسًا للدولة من قبل الجانب القومي في 29 سبتمبر 1936. وتمكنت مدريد من الصمود في وجه الهجوم القومي حتى نهاية الحرب، ولم تنتقل الحكومة الجمهورية إلى فالنسيا حتى 6 نوفمبر.
وأصر رئيس الوزراء لارجو كاباييرو وهو أحد الأشخاص الفاعلين في تلك الأحداث بأن نقل احتياطيات الذهب كان ضروريًا بسبب ميثاق عدم التدخل وارتداد الدول الديمقراطية عن تأييدها للجمهورية، مما ترك مدريد تحت تهديد القوى القومية.
نظرًا لأن الفاشيين كانوا على أبواب عاصمة إسبانيا، فقد طلب [وزير المالية نيغرين] من مجلس الوزراء الإذن بنقل احتياطيات الذهب لبنك إسبانيا إلى مكان آمن خارج البلاد دون تحديد المكان. [...] بالبداية جرى نقل الذهب إلى حصون قرطاجنة. ولكن وخوفًا من إنزال قومي تقرر نقله إلى خارج إسبانيا. [...] لم يكن هناك مكان آخر غير روسيا، الدولة التي ساعدتنا بالسلاح والمؤن. وهكذا جرى تسليمها إلى روسيا.
 - فرانسيسكو لارجو كاباليرو.
إلا أن لويس أراكيستين وهو عضو من نفس حزب لارجو كاباليرو السياسي أرجع الأحداث إلى القيود السوفيتية.
بما إني متأكد من أن لارجو كاباليرو وهو صديقي الحميم لم يكن يائسًا جدا تجاه أخبار الحرب، ولكن من الصعب جدًا لي تصديق أن نيغرين وقع أيضًا ضحية لمثل هذا الإحباط. لا أجد بديلاً آخر سوى العودة إلى فرضية الإكراه السوفياتي، لأن مجرد إعلان بنقل الذهب إلى روسيا كان جنونًا لا يمكن تفسيره أبدًا.
- لويس أراكيستين
كما جرت مناقشة نوايا الاتحاد الأيبيري اللاسلطوي (FAI) بالاعتداء على خزائن بنك إسبانيا لنقل احتياطيات الذهب إلى برشلونة، المعقل الرئيسي لـ FAI. لم يقصد الفوضويون حماية احتياطيات الذهب، بل شراء إمدادات الحرب لحسابهم الخاص. أعد تلك الخطة دييغو أباد دي سانتيان أحد أشد خصوم نيغرين شراسة. إلا أن المؤرخ التحرري فرانسيسكو أولايا موراليس اعتبر هذا الخبر غير دقيق، وأصر بأن احتياطي الذهب قد نقل إلى قرطاجنة ليس لأغراض أمنية، ولكن بسبب نية مبيتة لإرساله إلى موسكو.
في حين أن غالبية المؤرخين يعتبرون وزير المالية نيجرين هو مهندس عملية النقل (بمبادرة منه أو بالتواطؤ مع السوفييت، اعتمادًا على تفسيرات مختلفة)، فليس من الواضح من كان أول من لديه فكرة إرسال الاحتياطيات إلى خارج اسبانيا. واستشهد المؤرخ البريطاني أنتوني بيفور بروايات نسبت إلى العميل السوفييتي آرثر ستاشفسكي اقتراحًا إلى نيغرين بإنشاء «حساب ذهب» في موسكو، بسبب التهديد الذي تشكله القوات القومية على مدريد والحاجة إلى شراء العتاد والمواد الخام. واستشهد بيفور أيضًا بغابرييل جاكسون وفيكتور ألبا اللذين ينسبان الفكرة في كتابهما إلى نيغرين نفسه، بحجة أن الفكرة فاجأت السوفييت وأن نيغرين اضطر إلى شرح خطته بعناية للسفير السوفيتي. ودافع عنه صديقه ماريانو أنسو مؤكداً أنه «لا يمكن أن يكون ولم يكن صاحب نقل الذهب الإسباني إلى روسيا؛ على الأكثر لم يكن تعاونه بذا أهمية لدى لينين الإسباني [لارجو كاباييرو] ومستشاروه، وعلى رأسهم لويس أراكيستين». ووفقًا لمارتن آسينا فإن ستاشفسكي هو من اقترح على نيغرين إيداع الذهب في موسكو، في حين صرح والتر كريفيتسكي الجنرال في الجيش الأحمر والمسؤول عن الاستخبارات العسكرية في أوروبا الغربية في ذلك الوقت، والذي فر لاحقًا إلى الولايات المتحدة أنه عندما قرر ستالين التدخل في إسبانيا أراد التأكد من وجود ما يكفي من الذهب من أجل دفع مساعدات الاتحاد السوفياتي للجمهورية.
على أي حال جرى إبلاغ مجلس بنك إسبانيا (الذي تقلص حجمه بعد بدء الحرب) بقرار الحكومة بمصادرة الذهب وتحويله في اليوم التالي أي 14 سبتمبر. حيث بدأ نقل الذهب قبل ساعات من بداية الجلسة، لم يتمكن المجلس من منع مثل هذا القرار. ونتيجة لذلك قدم الممثلان الوحيدان المساهمان في بنك إسبانيا اللذان لم يتحالفا مع القوميين (خوسيه ألفاريز غويرا ولورنزو مارتينيز فريسنيدا) استقالتهما. واحتج فريسنيدا بأن التحويل غير قانوني، لأن الذهب هو ملك حصري لبنك إسبانيا، ولا يمكن للدولة أو الحكومة التصرف فيه؛ وأشار إلى أن الذهب الذي يكفله القانون له قابلية تحويل الأوراق النقدية، وبالتالي يجب أن يظل في خزائن البنك.

### الاستيلاء على الذهب ونقله إلى قرطاجنة

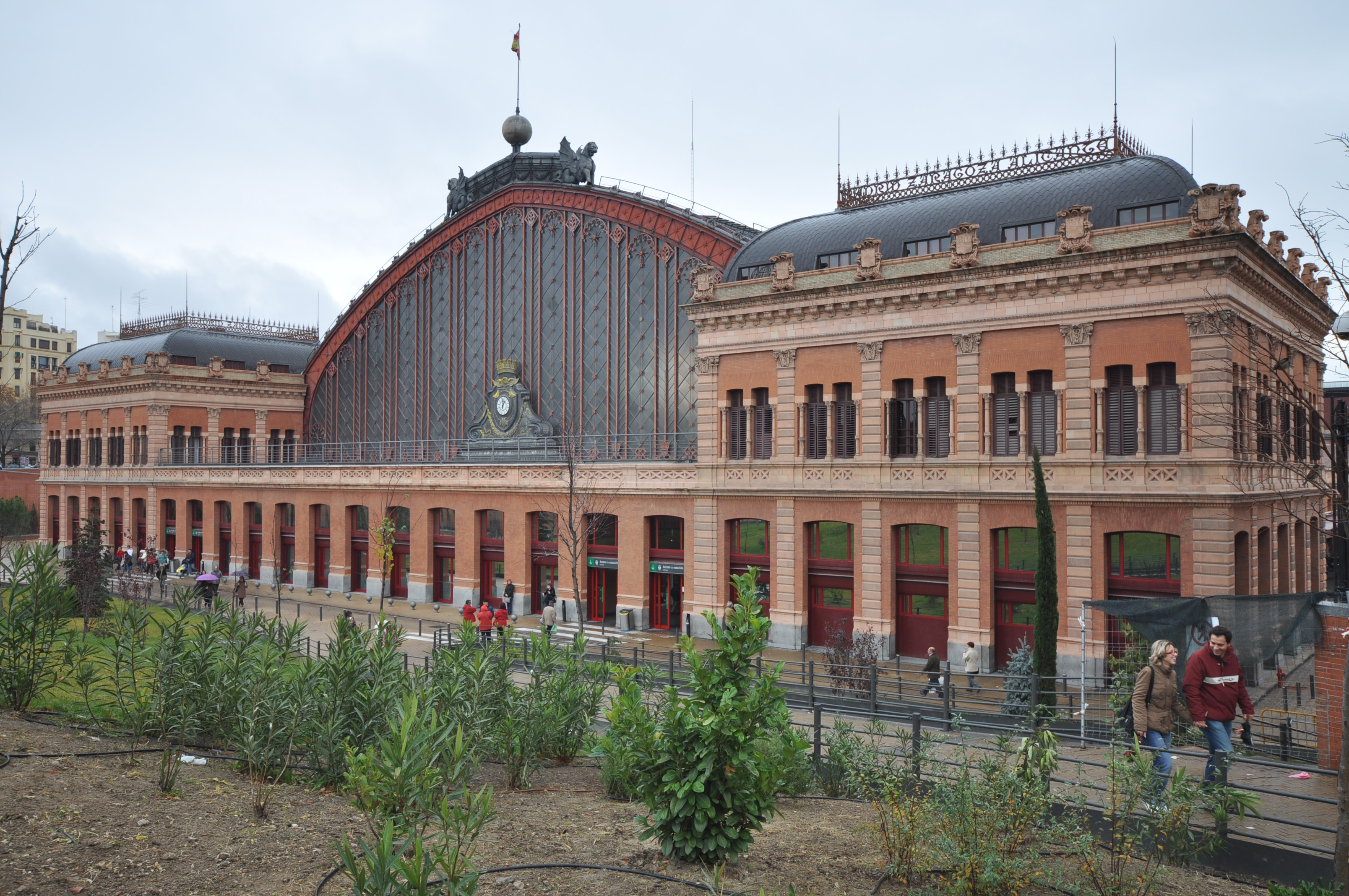
منظر لمحطة مترو أتوشا مدريد في مدريد.

بعد أقل من 24 ساعة من توقيع المرسوم، وفي صباح يوم 14 سبتمبر 1936 دخل أعضاء من حرس الحدود الإسبان وعدد من رجال الميليشيات ممن أرسلتهم وزارة المالية إلى بنك إسبانيا. قاد عملية الاعتمادات المدير العام للخزانة ووزير المالية المستقبلي في ظل حكومة خوان نيغرين فرانسيسكو مينديز أسبي. كان برفقته النقيب خوليو لوبيز ماسيغوسا ومعه 50 أو 60 من خبراء المعادن وفتح الأقفال.
بعد فتح الخزائن وخلال عدة أيام استخرج وكلاء الحكومة كل الذهب المودَع فيها. حيث وضعت في صناديق خشبية ونقلت في شاحنات إلى محطة سكة حديد أتوتشا، حيث نقلت بعدها إلى قرطاجنة. تم اختيار تلك المدينة لأنها على حد تعبير المؤرخ أنخل فانياس «محطة بحرية مهمة، ومجهزة تجهيزًا كافيًا للدفاع عنها، وبعيدة نوعًا ما عن مسرح العمليات العسكرية وكذلك يمكن من خلالها نقل الاحتياطيات عبر طريق بحري إلى أي مكان».
نقل الذهب تحت حراسة مشددة عبر السكك الحديدية وفقًا لشهود عيان على الأحداث. وبعد أيام من اخراجه من البنك، تمكن الموظفون من استرداد الفضة الخاصة بالبنك، وبلغت قيمتها الإجمالية 656,708,702.59 بيزيتا إسبانية في ذلك الوقت -الحساب في 18 يوليو 1936- وبيعت لاحقًا إلى الولايات المتحدة وفرنسا بين يونيو 1938 ويوليو 1939 بمبلغ يزيد قليلاً عن 20 مليون دولار أمريكي في ذلك الوقت (صادرت السلطات الفرنسية جزء من الفضة).
مع تخزين احتياطي الذهب على بعد مئات الكيلومترات من جبهات القتال، بدا أنه تم الوفاء بالولاية المنصوص عليها في المرسوم السري الصادر في 13 سبتمبر. واحتج القوميون عند إبلاغهم بحركة الذهب على ماجرى. ومع ذلك ففي 15 أكتوبر قرر نيغرين ولارجو كاباييرو نقل الذهب من قرطاجنة إلى روسيا.
وفي 20 أكتوبر تلقى مدير NKVD في إسبانيا ألكسندر أورلوف برقية مشفرة من ستالين، تطلب منه تجهيز شحن الذهب إلى الاتحاد السوفيتي، ووافق على الاستعدادات مع نيغرين. ورد أورلوف بأنه سينفذ العملية مع الدبابات السوفيتية التي وصلت لتوها إلى إسبانيا. وفي بيانه اللاحق أمام اللجنة الفرعية لمجلس الشيوخ الأمريكي أعلن ما يلي:
أود أن أشير إلى أنه في ذلك الوقت لم تكن الحكومة الإسبانية (...) تسيطر سيطرة كاملة على الوضع. فأبلغت وزير المالية نيغرين إذا علم أي شخص بذلك أو إذا اعترض الفوضويون رجالي الروس بشاحناتهم المليئة بالذهب الإسباني، فسيقتلونهم وستكون فضيحة سياسية عالمية هائلة، يمكن حتى أن تثير ثورة داخلية. بالنظر إلى هذا (...) سألته عما إذا كان بإمكان الحكومة الإسبانية أن تقدم لي أوراق اعتماد باسم وهمي (...) كممثل لبنك إنجلترا أو بنك أمريكا، لأنه بعد ذلك (...) يمكنني القول إن الذهب سيُنقل إلى أمريكا لأسباب أمنية (...) لم يعترض نيغرين. وكان يعتقد أنها فكرة جيدة. يمكنني التحدث باللغة الإنجليزية بشكل جيد نسبيًا ويمكنني المرور كأجنبي. وهكذا أعطاني أوراق اعتماد رجل يدعى بلاكستون وأصبحت ممثلاً لبنك أمريكا.
 - كونغرس الولايات المتحدة، مجلس الشيوخ، نطاق النشاط السوفيتي، ص. 3431–32.
وفي 22 أكتوبر 1936 حضر فرانسيسكو مينديز أسبي المدير العام للخزانة ورجل نيغرين وذراعه اليمين إلى قرطاجنة وأمر باستخراج غالبية الصناديق المحتوية على الذهب ليلاً، والتي تزن كل واحدة منها حوالي خمسة وسبعين كيلوغرامًا. وجرى نقلها في شاحنات وتحميلها على السفن Kine و Kursk و Neva و Volgoles. بحسب أورلوف:
كان لواء من الدبابات السوفيتية قد نزل في قرطاجنة قبل أسبوعين وهو الآن متمركز في أرتشينا على بعد 40 ميلاً، وكان بقيادة الكولونيل كروفوشين الذي يعرفه الإسبان باسم ميلي. خصص لي كروفوشين عشرين شاحنة عسكرية وعدد قليل من أفضل ناقلاته (...) تم إرسال ستين بحارًا إسبانيًا إلى مستودع البارود قبل حوالي ساعة أو ساعتين تحسباً (...) وبالتالي ففي 22 أكتوبر مع حلول الظلام توجهت متبوعًا بقافلة من الشاحنات نحو مستودع الذخائر (...) كان مزاج مينيز أسبي مشكلة خطيرة لنا، فقد كان عصبيا جدا. وقال لنا إننا يجب أن نتوقف بسرعة عن شحن البضاعة أو نهلك [من القصف الألماني]. أجبت أننا لا نستطيع ذلك لأن الألمان يواصلون قصف الميناء وستغرق السفينة، ولذا يجب أن نستمر. فهرب ولم يترك وراءه سوى مساعده وهو لطيف للغاية تولى مسؤولية عد الصناديق الذهبية.
 - كونغرس الولايات المتحدة، مجلس الشيوخ، نطاق النشاط السوفيتي، ص. 3431–32.
استغرق تحميل الذهب ثلاث ليال، وفي 25 أكتوبر انطلقت السفن الأربع في طريقها إلى أوديسا وهو ميناء سوفيتي في البحر الأسود. ورافق الرحلة أربعة إسبان كانت مهمتهم هي حراسة مفاتيح الخزائن الأمنية لبنك إسبانيا. ومن أصل 10000 صندوق -أي -حوالي 560 طناً من الذهب- نقل 7800 صندوق إلى أوديسا، أي ما يعادل 510 أطنان. وأعلن أورلوف أنه تم نقل 7900 صندوق من الذهب، بينما ذكر منديز آسب أنه كان هناك 7800 صندوق فقط. وأظهر الإيصال النهائي 7800 صندوق، ومن غير المعروف ما إذا كان إعلان أورلوف خطأ أم أن هناك 100 صندوق من الذهب قد اختفى.

### الرحلة والاستلام في موسكو
أبحرت القافلة إلى اتحاد الجمهوريات الاشتراكية السوفياتية ووصلت إلى ميناء أوديسا في 2 نوفمبر - إلا أن السفينة كورسك قد تأخرت بضعة أيام بسبب مشاكل فنية. وصف أحد مساعدي والتر كريفيتسكي وهو جنرال للمديرية السياسية للدولة المشهد في الميناء السوفيتي على النحو التالي:
تم تطهير المنطقة المحيطة بالرصيف وحاصرتها القوات السوفيتية. ومن خلال المساحة الفارغة بين رصيف الميناء ومسارات السكك الحديدية، قام كبار رؤساء OGPU بنقل صناديق الذهب على ظهورهم. على مدار عدة أيام كانوا قد نقلوا الذهب وحملوه على الشاحنات وأخذوه إلى موسكو في قوافل مسلحة. حاول كريفيتسكي إعطائي فكرة عن كمية الذهب التي قاموا بتفريغها في أوديسا بينما كنا نسير في الميدان الأحمر. وأشار إلى المنطقة التي أحاطت بنا وقال: «إذا وُضعت جميع الصناديق الذهبية التي كدسناها على أرصفة أوديسا جنبًا إلى جنب، لغطت الميدان الأحمر كله».
 - والتر كريفيتسكي، في خدمة ستالين السرية، ص 112 - 113.
تم نقل الذهب مباشرة وبحماية الفوج 173 التابع لـ NKVD نحو مستودع الدولة للأشياء الثمينة (Goskhran) في موسكو، حيث تم استلامه وديعة وفقًا لبروتوكول بتاريخ 5 نوفمبر والذي بموجبه تم إنشاء لجنة الاستقبال. وصل الذهب إلى العاصمة السوفيتية قبل يوم واحد من الذكرى التاسعة عشرة لثورة أكتوبر. وفقًا لأورلوف احتفل جوزيف ستالين بوصول الذهب بمأدبة حضرها أعضاء المكتب السياسي، حيث نُقل عنه قوله المشهور: «لن يرى الإسبان ذهبهم مرة أخرى أبدًا، تمامًا كما أنهم لن يرون آذانهم،» تعبير قائم على مثل روسي.

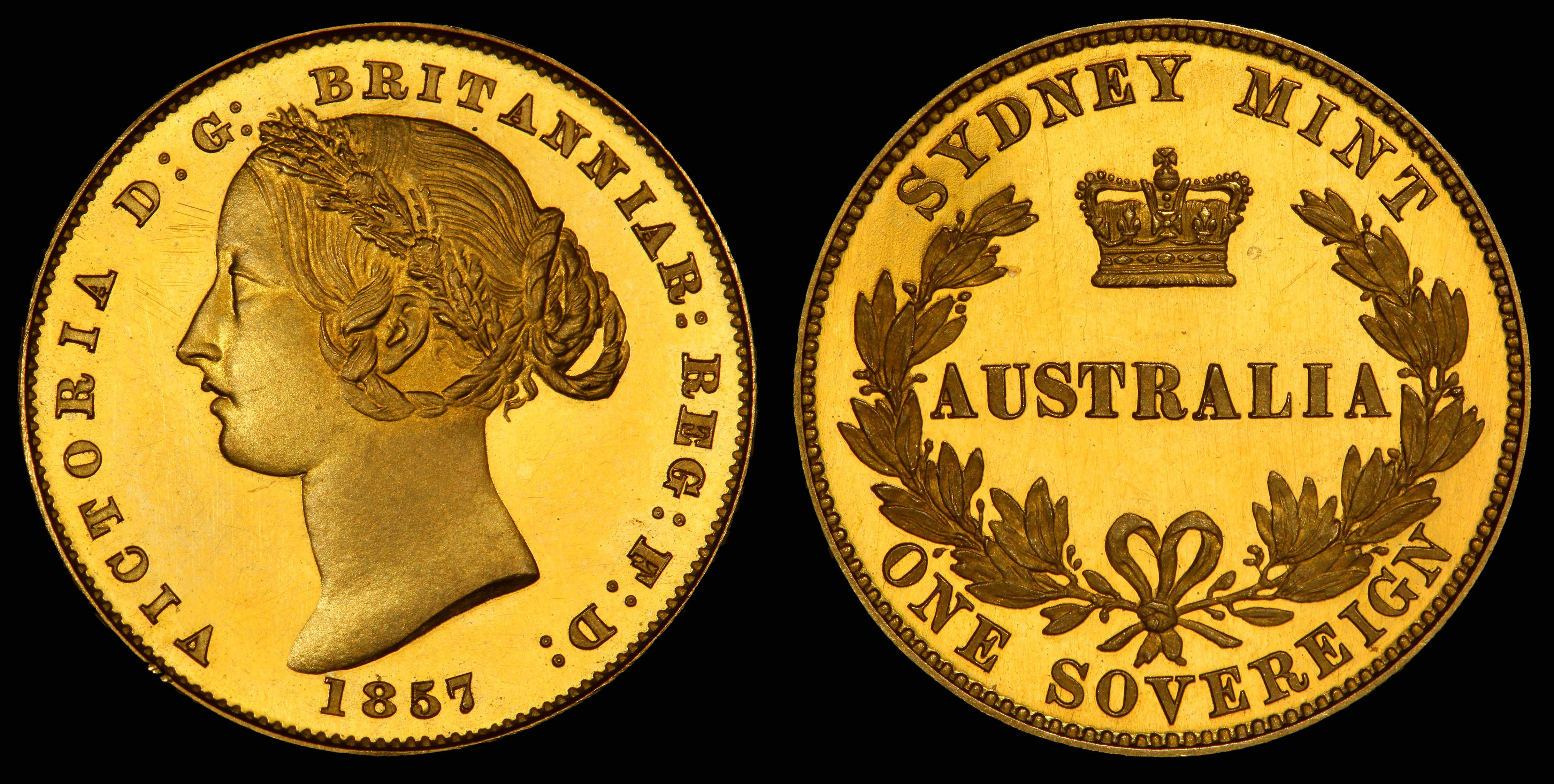
كانت العملات المعدنية 99.8٪ من ذهب بنك إسبانيا المنقول، 70٪ منها سوفرن (الصورة) ونصف سوفرن.

تم تخزين الذهب في غوسخران تحت حماية عسكرية، ثم وصلت باقي الصناديق الموجودة في السفينة Kursk بين 9 و 10 نوفمبر. بعدها جرى إعادة فرز لإجمالي الودائع؛ أشارت التقديرات الأولية إلى أن إعادة الفرز ستستغرق عامًا حتى تكتمل، ولكن تم ذلك في أقل من شهرين، وبعناية فائقة، بعد أن بدأت في 5 ديسمبر 1936 وانتهت في 24 يناير 1937. وجرى فتح 15,571 كيسًا من الذهب، وعثر على 16 نوعًا من العملات الذهبية بالداخل: جنيه إسترليني سوفرن ونصف سوفرن (70 ٪ من الإجمالي) وبيزيتا إسباني وفرنك فرنسي ولويس ذهبي ومارك ألماني وفرنك بلجيكي وليرة إيطالية واسكودو برتغالي وروبل روسي وشلن نمساوي وجيلدر هولندي وفرنك سويسري وبيزو مكسيكي وبيزو أرجنتيني وبيزو تشيلي، ومبلغ ضخمة بالدولار الأمريكي. وبلغ إجمالي الوديعة 509,287.183 كغم من العملات الذهبية و 792.346 كغم من الذهب على شكل سبائك: وبالتالي فإن الإجمالي هو 510,079,529.30 غرامًا من الذهب الخام، بمتوسط نعومة 0.900 مللي، يعادل 460,568,245.59 غرامًا من الذهب النقي (حوالي 14807363.8 أونصة تروي). وقدرت قيمة هذا المبلغ من الذهب بـ 1,592,851,910 بيزيتا ذهبًا (518 مليون دولار أمريكي). بالإضافة إلى أن قيمة العملات المعدنية أعلى بكثير من كمية الذهب التي تحتوي عليها، لكن السوفييت تجاهلوا ذلك عند حساب قيمتها، ولكنهم قاموا بفحص دقيق لجميع العملات المعدنية لتحديد المزيفة أو المعيبة أو التي تحتوي على كمية من الذهب. لم يشرح السوفييت قط ما تم عمله بالعملات النادرة أو العتيقة، لكن من المشكوك فيه أن تكون قد صهرت. ويعتقد بورنت بولوتن أنه من الممكن أنه جرى فصل جميع العملات ذات القيمة النقدية وبيعت تدريجيًا في السوق الدولية.
في 5 فبراير 1937 وقع كل من السفير الإسباني وممثلو الاتحاد السوفيتي جرينكو ومفوض الشؤون المالية كرستنسكي على قانون القبول النهائي الخاص بإيداع الذهب الإسباني، وهي وثيقة كتبت بالفرنسية والروسية. ونصت الفقرة 2 من الجزء 4 من الوثيقة على أن الحكومة الإسبانية تحتفظ بالحق في إعادة تصدير الذهب أو استخدامه، وأشار البند الأخير من الوثيقة إلى أن الاتحاد السوفيتي لن يكون مسؤولاً عن استخدام الذهب من قبل السلطات الأسبانية. ينص البند المذكور على أنه «إذا أمرت حكومة الجمهورية بتصدير الذهب الذي تم استلامه كوديعة من قبل الاتحاد السوفيتي، أو استخدمت الذهب المذكور بأي طريقة أخرى، فإن المسؤولية التي تتحملها مفوضية الشعب المالية ستنخفض تلقائيًا بشكل كامل أو جزئيًا بما يتناسب مع الإجراءات التي اتخذتها حكومة الجمهورية الإسبانية». وهكذا كان من الواضح أن احتياطيات الذهب المودعة في موسكو يمكن توظيفها بحرية من قبل الجمهورية أو تصديرها أو نقلها، ولن تتحمل السلطات السوفيتية أي مسؤولية. ومن الجدير بالذكر أن الاتحاد السوفياتي منح ملكية الذهب لحكومة الجمهورية بدلاً من مالكها القانوني وهو بنك إسبانيا.

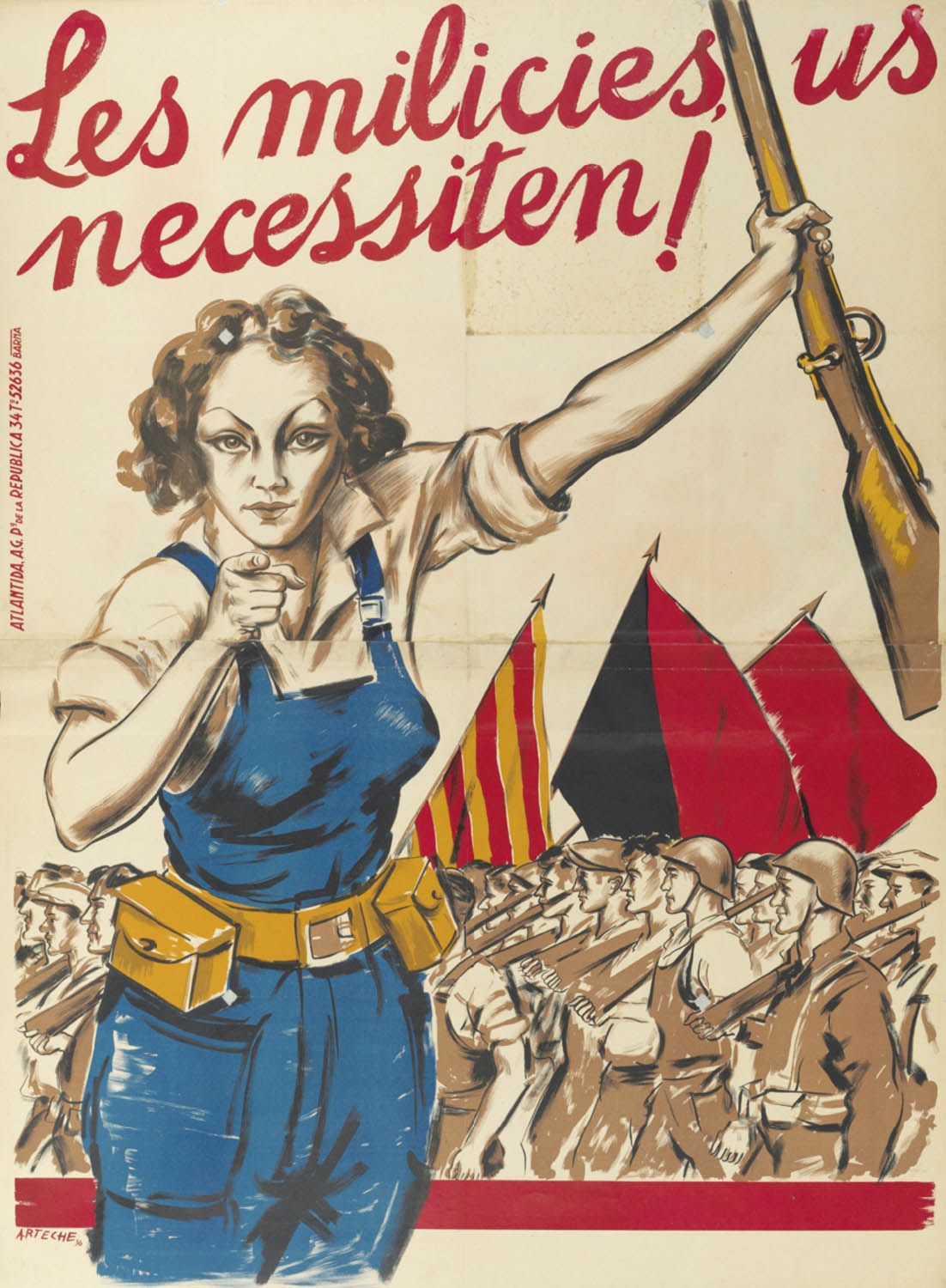
ملصق تجنيد أناركي إسباني 1936. باللغة الكاتالونية.

عندما شجبت صحيفة Solidaridad Obrera التابعة لـ CNT في 15 يناير 1937 «الفكرة السخيفة المتمثلة في إرسال احتياطيات الذهب إلى الخارج»، نشرت وكالة كوزموس الحكومية مذكرة شبه رسمية (20 يناير) تؤكد أن الاحتياطيات لا تزال موجودة في إسبانيا. وبعد فترة وجيزة أدت الخلافات بين الحكومة الجمهورية التي يهيمن عليها الاشتراكية والشيوعية والمنظمات الأناركية وحزب العمال الماركسي (POUM) إلى اشتباكات عنيفة في مايو 1937 وانتهت بهزيمة الأناركية.
وسرعان ما تمت إزاحة المتورطين في قضية ذهب إسبانيا من المشهد. حيث لاقى العديد من السوفييت ممن ساهم في تلك القضية نهاية مأساوية. فجرى إعدام ستاشفسكي من قبل NKVD في 1937 وتبعه السفير السوفياتي روزمبرغ نفس المصير سنة 1938؛ وفر أورلوف خوفا على حياته إلى الولايات المتحدة من نفس العام بعد تلقيه برقية من ستالين تأمره بالعودة إلى الاتحاد السوفيتي. تم إعدام مفوضي الشعب في الخزانة السوفيتية، Grinkó و Krestinski و Margoulis و Kagán في 15 مارس 1938 أو اختفوا بطرق مختلفة، بتهمة أنهم جزء من «الكتلة التروتسكية اليمينية» المناهضة للسوفييت. واتهم جرينكو على وجه الخصوص ببذل جهود لتقويض القوة المالية للاتحاد السوفياتي.
واحتجز ستالين المسؤولين الإسبان الأربعة الذين أرسلوا للإشراف على العملية حتى أكتوبر 1938، وعندها فقط سُمح لهم بالمغادرة الاتحاد السوفيتي إلى ستوكهولم وبوينس آيريس وواشنطن والمكسيك على التوالي. أما السفير الإسباني مارسيلينو باسكوا فقد نُقل إلى باريس.

## التصرف في الوديعة
وقع نيغرين 19 أمر بيع متتاليًا بين 19 فبراير 1937 و 28 أبريل 1938، موجهًا إلى مفوض الشعب المالي التالي: غرينكو (حتى مايو 1937) وتشولا (حتى سبتمبر 1937) وزفيرف حتى نهاية الحرب). تم تحويل أوقية الذهب فيها إلى جنيه إسترليني أو دولار أمريكي أو فرنك فرنسي وفقًا لسعر الصرف في بورصة لندن. وفقًا لمارتن آسنيا فقد بيع 415 طناً من الذهب الخام (374 طناً من الذهب الخالص) في 1937، ثم بين يناير وأبريل 1938 بيع 58 طن خام (52 خالص)، وماتبقى من الذهب تم فصل 35 (31) طناً من الوديعة الأصلية لتشكل وديعة ثانية تضمن ائتمانًا قدره 70 مليون دولار أمريكي. وهكذا بحلول أغسطس 1938 كان لا يزال 2 طن متوفرين. حصلت الجمهورية من بيع الذهب على إجمالي 469.8 مليون دولار أمريكي، يوجد منها 131.6 داخل الاتحاد السوفيتي لدفع تكاليف المشتريات والنفقات المختلفة. احتفظ السوفييت بنسبة 2.1٪ من الأموال على شكل عمولات وسمسرة، ونسبة 1.2٪ إضافية على شكل مصاريف نقل وإيداع وصهر وتكرير: في المجموع أقل بقليل من 3.3٪ أي حوالي 14.5 مليون دولار أمريكي. تم تحويل النسبة المتبقية البالغة 72٪ والبالغة 338.5 مليون دولار أمريكي، إلى بنك Banque Commerciale pour l'Europe du Nord – Eurobank أو يوروبنك في باريس، وهي المنظمة المالية السوفيتية في فرنسا ويمتلكه غوسبانك وهو البنك الوطني للاتحاد السوفيتي. ومن باريس دفع وكلاء وزارة الخزانة والممثلون الدبلوماسيون ثمن شراء المواد التي حصلوا عليها في بروكسل وبراغ ووارسو ونيويورك والمكسيك وغيرها.
بعد إيداع الذهب الإسباني في موسكو، طلب السوفييت مباشرة من الحكومة الجمهورية الدفع مقابل الشحنات الأولى للإمدادات الحربية، والتي وصلت على ما كان يعتقد بأنها هدية لمحاربة الفاشية الدولية. طالب ستاشفسكي من نيغرين بمبلغ 51 مليون دولار أمريكي من الديون المتراكمة ونفقات نقل الذهب من قرطاجنة إلى موسكو. أما على الجانب القومي كان لابد من تعويض المساعدات الألمانية والإيطالية؛ ومع ذلك سمح الألمان والإيطاليون لفرانكو بسداد ديونه بعد انتهاء الحرب. فانتقد مؤلفون مثل فرانسيسكو أولايا موراليس وأنخيل فيناس تصرفات وسلوك السوفييت.
يعتقد المؤرخون الذين تمكنوا من الوصول إلى «ملف نيغرين» أن السوفييت لم يسيئوا استخدام موقفهم ولم يحتالوا على الإسبان في معاملاتهم المالية. ولكن على حد قول ماريا أنجيليس بونس: «لم يحصل الجمهوريون على شيء بالمجان من أصدقائهم الروس»، حيث تم تحميل جميع النفقات والخدمات على ظهر حكومة الجمهورية. ومع ذلك هناك مؤلفون مثل جيرالد هوسون يعتقدون بوجود احتيال سوفييتي في إدارة الوديعة في موسكو، مدعيا أن ستالين ضخم عن عمد أسعار المواد المباعة للجمهورية من خلال التلاعب بتبادل الروبل الروسي بالدولار الأمريكي ومن ثم الدولار الأمريكي إلى البيزيتا الإسبانية، مما رفع أسعار الصرف الدولية إلى 30٪ و 40٪ على التوالي.
وهناك أيضًا حديث عن سلطة مطلقة مارسها الشيوعيون، مستغلين الضغط الذي يمارسه الاتحاد السوفيتي من خلال السيطرة على الذهب. قد تم ذكره أحيانًا بين المؤرخين. ووفقًا لخوسيه جيرال على الرغم من الوفاء بمدفوعات الأسلحة والعتاد، فإن الاتحاد السوفيتي لم يرسل أي إمدادات إلا إذا وافقت حكومة الجمهورية أولاً على تعيين شيوعيين مهمين في مناصب الشرطة والجيش.
توصل أنخل فيناس إلى استنتاج بأن ودائع الذهب قد نفدت قبل نهاية الحرب الأهلية بأقل من سنة، حيث تم إنفاقها بالكامل على دفع ثمن العتاد. إلا أن هناك مؤلفون مثل مارتن آسينا وأولايا موراليس انتقدوا استنتاجات فيناس الافتراضية، والتي في رأيهم تفتقر إلى الأدلة للتحقق منها بالكامل، وبالتالي من المستحيل في الوقت الحالي تأكيد ما إذا كان استنتاج فيناس دقيقًا أم لا. في الواقع إذا تم بيع ودائع الذهب بالكامل إلى الاتحاد السوفيتي، فإن مصير جميع الأموال الناتجة عن بيع الذهب وتحويلها إلى بنك Commerciale de l'Europe du Nord في باريس لا يزال غير مؤكد، لأنه لم يعثر على وثائق سواءًا سوفيتية أو إسبانية تشير إلى مثل تلك العمليات. وفقًا لمارتن آسينا:«لم يتم إغلاق التحقيق في الذهب تماما». على أي حال مع نضوب الذهب، فإن الائتمان الشحيح لوزارة المالية الجمهورية قد تلاشى.

## العواقب المالية

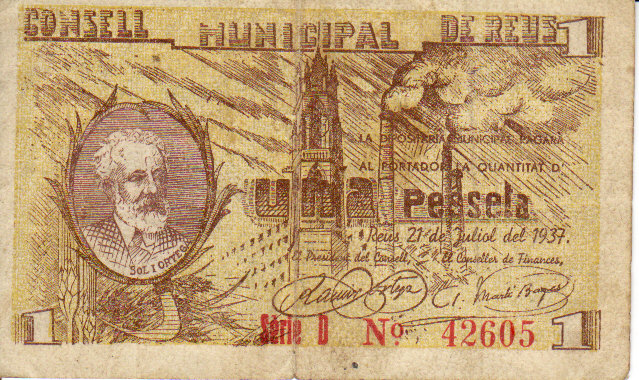
وجه العملة الورقية فئة 1 بيزيتا صادرة عن مجلس بلدية ريوس في صيف 1937.

ذكرنا سابقًا بأن سحب احتياطي الذهب من بنك إسبانيا إلى موسكو كان سببًا رئيسيًا للأزمة النقدية الإسبانية لسنة 1937. ففي الوقت الذي أصبح الذهب مصدرًا ممتازًا للتمويل العسكري، إلا أن استخدامه وجه ضربة قاسية للنقد والعملة الورقية للبلاد. أدت جهود القوميين في فضح تصدير الذهب إلى إثارة تساؤلات حول المصداقية المالية للحكومة، وتسببت في عدم ثقة الجمهور. وتسبب مرسوم أصدرته وزارة المالية في 3 أكتوبر 1936 بإلزام الإسبان بالتنازل عن كل الذهب الذي بحوزتهم بإثارة القلق الشديد. على الرغم من أن الحكومة أنكرت في يناير 1937 أنها أودعت احتياطيات الذهب في الخارج (انظر أعلى)، إلا أنها اضطرت للاعتراف بأنها سددت مدفوعات مختلفة بهذا الذهب.
نظرًا لافتقار الحكومة إلى احتياطي الذهب لدعم الأوراق النقدية، ومعاناتها من انخفاض قوي في قيمة العملة، بدأت بإصدار كميات كبيرة من الأوراق النقدية بدون دعم من الذهب أو الفضة، بالتالي كثرت النقود الورقية المتداولة. وفي 30 أبريل 1938 تم حساب عدد الأوراق النقدية الجديدة المتداولة في المناطق التي يسيطر عليها الجمهوريون بـ 12754 مليون بيزيتا، بزيادة قدرها 265.8٪ مقارنة بـ 3486 مليون في 17 يوليو 1936 ؛ وفي الوقت ذاته كان 2650 مليونًا متداولًا في الأراضي التي يسيطر عليها القوميون، مقارنة بما يقرب من 2000 مليون في يوليو 1936. تسببت تلك الإجراءات في تضخم هائل، وأدت إلى تكديس الأهالي للمعادن الثمينة. ففي حين أن الأسعار وصلت في المناطق القومية إلى 40٪، إلا أنها ارتفعت إلى 1500٪ في مناطق الجمهوريون. وبدأت العملات المعدنية تختفي واستبدلت بالورق أو الورق المقوى. وأصبحت المعاملات مع الأوراق النقدية للجمهوريين غير مرغوب فيها، حيث انخفضت قيمة تلك الأوراق انخفاضًا كبيرًا، وصار معروفًا أنه إذا انتصر فرانكو بالحرب فإن تلك الأوراق النقدية تصبح بلا قيمة، لأن تسلسلها الرقمي قد صدر حديثًا وتم تداولها مع بداية الحرب (يونيو 1936). لم تكن الدولة قادرة على الاستجابة بشكل فعال لنقص العملة المعدنية، مما تسبب في قيام المجالس البلدية والمؤسسات المحلية الأخرى بطباعة سنداتها المؤقتة الخاصة وقد ترفض البلديات المجاورة بعضها.
زعمت دعاية الجانب القومي أن هذا التضخم كان مع سبق الإصرار وخلق مصطنعًا.
ألقت حكومة الجمهورية باللوم على السوق الحرة بأنه سبب علاتها الاقتصادية، واقترحت على سبيل الإنقاذ تأميم جميع الأسعار والتغيرات الأخرى على الاقتصاد بشكل عام. وعكس التقرير الذي قدمه خوسيه دياز راموس إلى الجلسة العامة للحزب الشيوعي في مارس 1937 موقف الحزب:
... يجب أن تتركز كل طاقاتنا وبكل صرامة ضد الأعداء الحقيقيين، ضد الصناعيين الكبار وضد رجال الأعمال الكبار ، وضد قراصنة الصناعة المصرفية، الذين هم في الغالب داخل أراضينا. لكن ما زال هناك من يجب تصفيته بسرعة لأن هؤلاء هم الأعداء الحقيقيون وليس صغار الصناعيين ورجال الأعمال.
- خوسيه دياز راموس.
أما على الساحة الدولية فظهر تصور أن الجمهورية تشهد حركة ثورية مناهضة للرأسمالية، مدعمة بشهادة رجال الأعمال الإسبان، مثل الوزير السابق للملكية والداعم القومي النشط فرانسيسك كامبو الذي يتمتع بنفوذ مالي كبير في البلاد. منطقيا بعد أن تعرضت مصالحهم وممتلكاتهم للتهديد، وضع عالم المال سواء الإسباني أو الدولي نفسه بشكل لا لبس فيه لصالح القوميين (كما يتضح من دعم خوان مارش وفورد وتكساس أويل للجانب القومي، أو تسهيلاتهم الحصول على ائتمانات)، وبالتالي تسريع الانخفاض في القيمة الدولية لبيزيتا الجمهورية.

## الحرب الباردة

### انقسام الجمهوريين في المنفى
في الأشهر الأخيرة من الحرب الأهلية ظهر انقسام مرير في المنطقة الجمهورية بين مؤيدي ربط الحرب الأهلية بالحرب العالمية الثانية الوشيكة وأولئك الذين أرادوا إنهاء الحرب من خلال الاتفاق مع المتمردين الذين اعتقدوا أنه سيمنع شرور أكبر. كان نيغرين في ذلك الوقت رئيس الوزراء ومؤيدًا لاستمرار الحرب ويحظى بدعم وحيد من الحزب الشيوعي الإسباني (PCE)، بينما عارضته باقي الأحزاب، مثل حزب العمال الاشتراكي الإسباني وفصيل إنداليسيو برييتو الذي دعم نيجرين في البداية، ولكنه انفصل علنًا عن نيجرين في أغسطس 1937. وبعد مغادرته الحكومة التي كان يشغل فيها حقيبة الدفاع الوطني؛ اتهم في اجتماع اللجنة المركزية للحزب نيغرين بقوة بأنه استسلم للضغط الشيوعي لطرده من الحكومة، وفي خريف 1938 أدى العداء بين الشيوعيين والاشتراكيين إلى اندلاع اشتباكات عنيفة بينهم.
بلغ هذا الانقسام ذروته في انقلاب العقيد كاسادو في مارس 1939 بدعم نشط من PSOE من قبل فصيل بيستيرو وفصيل كابييرو. قام مجلس الدفاع الوطني الجديد بطرد الشيوعيين وفصيل نيغرين من جهاز الدولة الجمهوري، ففر نيغرين من إسبانيا وسرّع ذلك من نهاية الحرب الأهلية بعد محاولة العقيد كاسادو الأخيرة للتفاوض على السلام مع فرانكو، الذي طالب بالاستسلام غير المشروط. اتُهم نيغرين بأنه كان دمية بيد الشيوعيين وقاد الجمهورية إلى كارثة، كانت قضية «ذهب موسكو» إحدى الحجج المستخدمة ضده في الخلافات التي تلتها.
بعد نهاية الحرب بدأ الحزب الاشتراكي العمالي الإسباني في إعادة بناء بطيئة في المنفى. تمحور الحزب حول القيادة الأيديولوجية لإنداليسيو برييتو من ملجأه في الحزب الثوري المؤسساتي المكسيكي، حيث استبعدوا فصيل نيغرين من الحزب، وتنظيم تولوز، خاصة بعد نهاية الحرب العالمية الثانية. جمعت PSOE في المنفى قادة الاتجاهات الثلاثة التي انقسمت الاشتراكية حولهم خلال الحرب بقيادة بيستيرو وبريتو ولارجو كاباليرو الذين اتحدوا وتغلبوا على مشاكلهم بينهم، مع توجه واضح مناهض للشيوعية ومناهض لنغرين.
تأكد عند المنفيين، وبالذات المنشقين عن الحزب الشيوعي الإسباني (PCE) بأنه منذ نهاية الحرب لم يتم تحويل الذهب، أو على الأقل جزء منه إلى عملة لشراء أسلحة للجمهورية، منتقدين غموض إدارة نغرين التي احتفظت بجميع الوثائق المتعلقة، ورفضت تقديم حساب للحكومة في المنفى. كانت انتقادات فرانسيسكو لارجو كاباليرو أحد الشخصيات الرئيسية المعنية بارزة بشكل خاص والتي وفقًا لأنخل فيناس كان أحد الأيقونات التي شوهت شخصية نيغرين.
وفي يناير 1955 أثناء ذروة المكارثية، نشرت مجلة تايم الأمريكية عن اتهامات إنداليسيو برييتو وغيره من الجمهوريين المنفيين في المكسيك تجاه خوان نيغرين وتواطؤه مع السوفييت في القصة المدفونة منذ فترة طويلة عن كنز الذهب. استغلت حكومة فرانكو تلك الأحداث من خلال سفاراتها في الولايات المتحدة وفرنسا والمملكة المتحدة، لإعادة إشعال صراعها الدبلوماسي مع الاتحاد السوفيتي واتهامهم صراحة ببيع الذهب الإسباني في السوق الأوروبية، على الرغم من أن التايم شككت في جدوى استمرار تلك الاتهامات. تم إبلاغ حكومة فرانكو سنة 1938 أن الاحتياطيات قد استنفدت وتحولت إلى عملة، ولكن الحكومة أصرت على المطالبة بسداد وديعة الذهب:
استولى الحمر على الذهب الإسباني ونقلوه إلى روسيا. واعتبارًا من 8 يناير 1955 تمت مخاطبة السيد وزير الخارجية بموجب مذكرة موقعة من الممثلين الدبلوماسيين لمختلف دول أوروبا والولايات المتحدة الأمريكية تندد بالمصادرة التي قام بها الحمر والمدفوعات التي وفقًا للمعلومات من مصادر مرخصة بأن الروس استغلوا احتياطيات الذهب لبنك إسبانيا. - مسائل الاسترداد المعلقة في مطالبة الأصول؛

### ملف نيغرين
سمحت السجلات المحاسبية للعملية المعروفة باسم «ملف نيجرين» للباحثين بإعادة تشكيل الأحداث بعد استلام موسكو لاحتياطيات الذهب الإسبانية، [115] عندما صهر السوفييت العملات المعدنية وحوّلوها إلى قضبان منخفضة من سبائك الذهب مقابل أن يتم الدفع للحسابات المصرفية لوزارة مالية الجمهورية في الخارج.
توفي خوان نيغرين في باريس أواخر 1956، وسلم ابنه رومولو نيغرين بناءً على تعليمات والده ما يسمى «ملف نيجرين» إلى المستشار القانوني لوزير الخارجية، أنطونيو ميلكور دي لاس هيراس، «لتسهيل ممارسة الإجراءات التي قد تتوافق مع الدولة الإسبانية (...) للحصول على تفويض لإعادة الذهب إلى إسبانيا» وفقًا لشهادة القنصل في باريس إنريكي بيريز هيرنانديز. بدأت المفاوضات مع حكومة فرانكو من قبل وزير العدل السابق وصديق نيغرين ماريانو أنسو بناءً على طلب نيغرين نفسه، الذي اعتبر أن الوثائق كانت ملكًا للحكومة الإسبانية. بعد تعداد مختلف القضايا الأخرى مثل الاحتفاظ السوفياتي بـ «وحدات مهمة ومتعددة من الأسطول التجاري الإسباني»، وفقًا لأنسو أكد نيغرين أنه في تصفية الحساب اللاحقة بين إسبانيا والاتحاد السوفيتي، ألزمه واجبه كإسباني بدعم غير مشروط لمصالح الأمة.
تم إرسال الملف وهو عبارة عن سلسلة غير مكتملة من الوثائق المتعلقة بإيداع وإدارة ذهب بنك إسبانيا إلى ألبرتو مارتن أرتاجو وزير الخارجية وتم إرساله إلى نائب محافظ بنك إسبانيا خيسوس رودريغيز سالمون الذي أمر دون فحص الأوراق بتخزينها في الخزائن الأمنية بالمؤسسة. على الرغم من أن النقل تم بتقدير صارم حيث كان نيغرين ينوي أن يظل سرًا مطلقًا، إلا أن الأحداث سرعان ما دخلت المجال العام، مما أثار جدلًا عاطفيًا. وفي يناير 1957 أرسل فرانكو لجنة دبلوماسية إلى موسكو، رسميًا لمناقشة إعادة الإسبان - ومع ذلك كان يشتبه في أن الهدف الحقيقي للجنة هو فتح مفاوضات لإعادة الذهب، في ضوء الأدلة الوثائقية التي كشفها ملف نيجرين.
وفي أبريل 1957 ذكرت مجلة تايم أن الحكومة السوفيتية من خلال راديو موسكو وكذلك برافدا أكدت للحكومة الفرنسية أن احتياطيات الذهب المودعة في موسكو قد استخدمتها في مجملها حكومة الجمهورية «لتسديد المدفوعات في الخارج»، وبالتالي سرعان ما ذهب كل شيء. وقد نفت صحيفة Mundo Obrero في 15 مايو من نفس العام وجود أي ذهب متبقي في الاتحاد السوفيتي.

## التدوين والإشاعات
كان بابلو مارتين أسينا وفرانسيسكو أولايا موراليس وأنخل فيناس من بين الباحثين الأكثر تميزًا في هذا الموضوع، وفيناس أول من تمكن من الوصول إلى وثائق بنك إسبانيا. على المستوى الدولي كان لدى جيرالد هوسون ودانيال كوالسكي وصول مباشر إلى وثائق أرشيف الاتحاد السوفيتي المفتوحة للباحثين في التسعينيات، مع التركيز في تحقيقاتهم على العلاقات بين الاتحاد السوفيتي والجمهورية الإسبانية، وتسليم العتاد العسكري.
على الرغم من أن قرار استخدام احتياطي الذهب لم يثير الكثير من الجدل أو الاهتمام بين المؤرخين عدا بيو موا، ولكن لا تزال وجهته الأخيرة دافعًا للجدل. دافع مؤلفون مثل فيناس وريكاردو ميراليس وإنريكي موراديلوس عن نيجرين، سواء كان وزيرًا للمالية أو رئيس للوزراء (تعتبره فينياس «رجل الدولة الجمهوري العظيم خلال الحرب الأهلية») ويرون أن إرسال الذهب بالنسبة للاتحاد السوفيتي كان لديه منطق سياسي واقتصادي وعملي مقبول من قبل الحكومة الجمهورية. لقد كان وفقًا لما سبق ذكره الخيار الوحيد القابل للتطبيق في مواجهة التقدم القومي وعدم تدخل الديمقراطيات الغربية، مما جعل بقاء الجمهورية ممكنًا في سياق دولي معادٍ لها. بالنسبة لهؤلاء المؤلفين لولا بيع الاحتياطيات لما كان هناك أدنى احتمال للمقاومة العسكرية. ومن ناحية أخرى اعتبر مارتين أسينا إرسال الذهب خطأً يكلف الجمهورية قدرتها المالية: كان الاتحاد السوفييتي بلدًا بعيدًا، وله بيروقراطية غامضة وأداء مالي خارج عن المعايير والضمانات الدولية، في مثل هذا الصدد كان من المنطقي إرسال الذهب إلى دول رأسمالية مثل فرنسا أو الولايات المتحدة. فيما يتعلق أولايا موراليس الفوضوي المنفي خلال النظام الفرانكوي، وصف في جميع أعماله إدارة نيغرين بأنها إجرامية ونفي حجج ونظريات أنخل فيناس، معتبرا أن «قضية الذهب» عملية احتيال ضخمة وواحدة من أكثر العوامل المهمة في هزيمة الجمهوريين.
قام مؤلفون مثل فرناندو غارسيا دي كورتازار وبيو موا وألبرتو ريج تابيا بتعريف الحلقة الإسبانية من ذهب موسكو بأنها إشاعة وإسطورية، تستخدم لتبرير الوضع الكارثي لإسبانيا ما بعد الحرب.

## وصلات خارجية
- Historia del Banco de España en bde.es نسخة محفوظة 20 مارس 2009 على موقع واي باك مشين. (.pdf)
- La Hacienda de la Guerra Civil y el primer Franquismo (1936-1957) (.pdf)
- Guerra Civil, comercio y capital extranjero (.pdf)
- Las relaciones entre España y la Rusia Soviética en la II República (.pdf)
- El País, 13/06/1979, El Oro de Moscú, un mito desvelado. Comentario a la publicación de la primera obra de Ángel Viñas
- "El Oro de Moscú", en La Vanguardia, 1 de julio de 1979, páginas Aspe 4 y Aspe 5, por Ángel Viñas.